# Janirella abyssicola
Janirella abyssicola är en kräftdjursart som beskrevs av Richardson 1911. Janirella abyssicola ingår i släktet Janirella och familjen Janirellidae. Inga underarter finns listade i Catalogue of Life.